# Indians de Cleveland et médias
Indians de Cleveland et médias.

## Histoire

### Presse écrite
Après l'une des très rares saisons positives des Indians en 1986, l'hebdomadaire sportif Sports Illustrated fait sa couverture avec Joe Carter et Cory Snyder sous le titre « Indians Uprising », présentant la franchise comme le futur vainqueur de la Ligue américaine en 1987. L'équipe enregistra 101 défaites et hérita de la dernière place de sa division. Cet épisode démontre l'une des nombreuses illustrations du phénomène de malchance qui frappe ceux qui font la couverture de Sports Illustrated.

### Radio
Les matches des Indians de Cleveland sont retransmis par la station de radio WTAM. En cas de conflit avec la tenue de matchs de NBA des Cleveland Cavaliers, WMMS retransmet le match des Indians. WTAM demeure un partenaire historique des Indians. Cette station retransmet les World Series en 1948, déjà, avec Jim Britt et Mel Allen au micro. La station change plusieurs fois de nom, mais reste fidèle aux Indians. Quand elle opère sous le nom de WWWE de 1972 à 1996, son propriétaire, Nick Mileti, devient également le patron des Indians de 1972 à 1976. La voix radio des Indians est confiée à Tom Hamilton depuis 1990.
Avant la Seconde Guerre mondiale, les dirigeants des Indians rechignent à ouvrir les portes du stade aux radiodiffuseurs en raison de la concurrence avec les affluences aux matches. Quelques matches sont toutefois diffusés entre 1929 et 1946.

### Télévision
WEWS-TV, station locale de Cleveland, devient la première à diffuser des matches des Indians en direct le 1er mai 1948. Depuis lors, les retransmissions télévisées n'ont jamais cessé. WEWS-TV reste diffuseur en 1949 puis WXEL-TV prend le relais de 1950 à 1955. La paire de commentateurs (Ken Coleman et Jim Britt) reste la même depuis 1954 et assure la transition du retour sur les antennes de WEWS-TV à partir de 1956. Coleman reste en poste quand WJW (ex-WXEL-TV) insère les Indians dans sa programmation en 1957 puis passe le micro de 1964 à 1977 à Harry Jones, toujours sur WJW. WUAB devient le diffuseur des Indians en 1980 et Jack Corrigan assure les commentaires de 1985 à 2001. De 2002 à 2005, les Indians n'ont pas de diffuseurs locaux en mode hertzien. Un nouveau contrat de ce type est signé en 2006 avec WKYC-TV. Le réseau câblé assure l'intérim avec SportsChannel de 1990 à 1997, puis FSN Ohio de 1998 à 2005. À la fin du contrat, les dirigeants de la franchise fondent une chaîne de télévision sportive : SportsTime Ohio, qui assure les retransmissions des rencontres à partir de 2006.
En 2008, 133 rencontres de la saison régulière de la franchise sont programmées sur la chaine câblée SportsTime Ohio. Ces matches sont repris sur internet par MLB.TV. De plus, vingt rencontres sont diffusées sur la télévision locale WKYC du réseau NBC et huit rencontres sont programmées sur le réseau national de FOX Sports. 153 matches sont diffusés en qualité Haute définition en 2008.